# Фэйси
Фэйси́ (кит. упр. 肥西, пиньинь Féixī, буквально: «запад уезда Хэфэй») — уезд городского округа Хэфэй провинции Аньхой (КНР).

## История
Исторически эти места входили в состав уезда Хэфэй (合肥县). В 1949 году он был расформирован, а его западная часть — выделена в отдельный уезд Фэйси, который вошёл в состав Специального района Чаоху (巢湖专区). В 1952 году Специальный район Чаоху был расформирован, и уезд перешёл в состав Специального района Луань (六安专区). В 1958 году уезд был передан под юрисдикцию властей Хэфэя, но в 1961 году возвращён в состав Специального района Луань. В 1971 году Специальный район Луань был переименован в Округ Луань (六安地区).
В 1983 году уезд перешёл под юрисдикцию властей Хэфэя.

## Административное деление
Уезд делится на 8 посёлков и 4 волости.

## Экономика
В уезде развиты выращивание киви, винограда, вишни, шелковицы и лотоса, а также пищевая промышленность и агротуризм. 